# Karol Michejda
Karol Michejda (ur. 27 października 1880 w Olbrachcicach, zm. 31 lipca 1945 w Wiśle) – polski duchowny luterański, historyk Kościoła i teolog praktyczny, profesor i dziekan Wydziału Teologii Ewangelickiej Uniwersytetu Warszawskiego.

## Życiorys
Był synem Pawła Michejdy (1858–1929), bratem Tadeusza Michejdy.
W latach 1901–1905 odbył studia teologiczne w Wiedniu i Halle. 2 lipca 1905 został ordynowany na duchownego i objął urząd wikariusza parafii ewangelicko-augsburskiej w Skoczowie. W latach 1908–1922 był proboszczem parafii w Krakowie W 1923 został powołany na stanowisko profesora nadzwyczajnego i kierownika Katedry Teologii Praktycznej Wydziału Teologii Ewangelickiej UW. Zajmował je do 1939. Wykładał tam homiletykę, katechetykę, liturgikę i teologię pastoralną. W latach 1937–1938 był dziekanem tego Wydziału W jego dorobku pisarskim znajduje się szereg studiów z zakresu dziejów protestantyzmu na Śląsku oraz teologii ewangelickiej, w tym zwłaszcza książka pt. Dzieje Kościoła ewangelickiego na Śląsku Cieszyńskim, Cieszyn 1909 (wznowiona w zbiorze: Z historii Kościoła ewangelickiego na Śląsku Cieszyńskim, red. Tadeusz J. Zieliński, Katowice 1992 ISBN 83-85572-00-7, s. 15-172).
29 kwietnia 1930 został mu nadany Złoty Krzyż Zasługi „za zasługi na polu pracy narodowej”.
II wojnę światową spędził w Warszawie. Po jej zakończeniu przeprowadził się do Wisły, gdzie zmarł. Został pochowany na cmentarzu ewangelickim „Na Groniczku” w Wiśle.
Był żonaty z Anną z domu Gabryś. Ze związku tego urodziło się dwóch synów, z których jeden zginął we wrześniu 1939 podczas bitwy nad Bzurą przeciwko Niemcom, zaś drugi (Tadeusz, ur. 1914) wiosną 1940 został zamordowany przez Sowietów w Charkowie w ramach zbrodni katyńskiej.